# Tenuipalpus myrtus
Tenuipalpus myrtus är en spindeldjursart som beskrevs av Al-Gboory 1987. Tenuipalpus myrtus ingår i släktet Tenuipalpus och familjen Tenuipalpidae. Inga underarter finns listade i Catalogue of Life.